# Antoni Naumczyk
Antoni Naumczyk (Nashua, 1925 – Zawoja, 2 aprile 1969) è stato un religioso statunitense naturalizzato polacco.
Fu presbitero infulato e Vicario generale della Chiesa polacco-cattolica, dottore in teologia, professore all'Accademia Teologica Cristiana di Varsavia.

## Biografia
Nacque negli Stati Uniti d'America. Nel 1929, si trasferì a Pastavy (oggi in Bielorussia) insieme con i genitori, di origine polacca. Nel 1945, conseguì a Vilnius il diploma di maturità e si unì alla Congregazione della Missione. Tra il 1945 e il 1950 studiò presso l'Istituto Teologico dei sacerdoti missionari e la Facoltà Teologica dell'Università Jagellonica di Cracovia.
Dal 1950 fu sacerdote cattolico romano. Nel 1950-1957, ha lavorato come docente presso l'Istituto Teologico di sacerdoti missionari. Nel 1953, prese il dottorato in teologia presso l'Università Jagellonica.
Nel 1957 fu costretto a dimettersi dal clero della Chiesa cattolica in seguito a rivelazioni su suoi rapporti intimi con alcune donne e alla scoperta di un furto di preziosi documenti della Biblioteca del monastero dei missionari di Stradom.
Con l'aiuto dell'Ufficio affari religiosi nel 1958 divenne presbitero polacco-cattolico e assistente presso l'Accademia Teologica Cristiana di Varsavia. Nel 1960 ottenne la docenza. Nel 1966 divenne Capo del Dipartimento di Teologia pratica della Sezione vetero-cattolica dell'Accademia Teologica cristiana di Varsavia.
Tra il 1960 e il 1965 ricoprì la carica di amministratore della Diocesi polacco-cattolica di Varsavia. Nel 1965 fu uno degli iniziatori della rimozione dalla carica di Superiore della Chiesa cattolica polacca di Maksymilian Rode. Indicato come suo successore, rifiutò di accettare la carica di vescovo in favore di Julian Pękala e si accontentò dei titoli di infulato e di Vicario generale della Chiesa polacco-cattolica. Dal 1965 fu segretario del Sinodo e del Consiglio sinodale della Chiesa polacco-cattolica.
È considerato essere stato l'eminenza grigia della Chiesa polacco-cattolica tra il 1965 e il 1969. Morì con la sua famiglia nell'incidente aereo dell'Antonov An-24 su una collina a nord di Polica.